# Chamba
Chamba là một thành phố và là nơi đặt hội đồng đô thị (municipal council) của quận Chamba thuộc bang Himachal Pradesh, Ấn Độ.

## Địa lý
Chamba có vị trí 32°34′B 76°08′Đ / 32,57°B 76,13°Đ Nó có độ cao trung bình là 996 mét (3267 foot).

## Nhân khẩu
Theo điều tra dân số năm 2001 của Ấn Độ, Chamba có dân số 20.312 người. Phái nam chiếm 52% tổng số dân và phái nữ chiếm 48%. Chamba có tỷ lệ 81% biết đọc biết viết, cao hơn tỷ lệ trung bình toàn quốc là 59,5%: tỷ lệ cho phái nam là 85%, và tỷ lệ cho phái nữ là 77%. Tại Chamba, 10% dân số nhỏ hơn 6 tuổi.